# Озерки (Челно-Вершинский район)
Озерки — село в Челно-Вершинском районе Самарской области. Административный центр сельского поселения Озерки. Основано в начале XVIII века.

## География
Село находится на расстоянии примерно 11 км (по прямой) к юго-западу от села Челно-Вершины, административного центра района.

### Часовой пояс
Село Озерки, как и вся Самарская область, находится в часовой зоне МСК+1. Смещение применяемого времени относительно UTC составляет +4:00.

## Население
| 2010 |
| ---- |
| 559  |

### Национальный состав
Согласно результатам переписи 2002 года, в национальной структуре населения русские составляли 80 % из 531 чел.